# Échecs atomiques
 (février 2016).
Si vous disposez d'ouvrages ou d'articles de référence ou si vous connaissez des sites web de qualité traitant du thème abordé ici, merci de compléter l'article en donnant les références utiles à sa vérifiabilité et en les liant à la section « Notes et références ».

Une capture dans les échecs atomiques. Nxg7 provoque une « explosion » dans laquelle le chevalier capturant, le pion capturé, la tour noire adjacente et le fou sont retirés du jeu. Les pions adjacents ne sont pas affectés.

Les échecs atomiques sont une variante du jeu d'échecs.
La différence avec les règles habituelles réside dans la capture d'une pièce par une autre pièce. Dans le jeu d'échecs usuel, la pièce capturée est retirée de l'échiquier et la pièce attaquante prend sa place. Dans les échecs atomiques, les deux pièces disparaissent car chaque capture génère une explosion atomique. De plus, cette explosion s'étend aux 8 cases voisines. Toute pièce s'y trouvant est également « détruite », à l'exception des pions. Un pion est détruit seulement s'il est lui-même initialement capturé dans la case centrale.
Le jeu se termine souvent parce qu'un roi est pris dans une explosion environnante. Toutefois, l'échec et mat arrive fréquemment.
Comme les Blancs ont l'initiative, les Noirs sont souvent initialement préoccupés par la défense contre les tentatives de destruction de leur roi via une explosion atomique sur le pion en f7. Si toutefois les Noirs survivent, le danger peut tourner très rapidement.
Néanmoins, l'avantage du premier coup du jeu dont jouissent les Blancs est bien plus grand dans ce jeu que dans les échecs habituels (+2.2 contre +0.2). Ainsi, le jeu est déséquilibré au détriment des Noirs. Si les Blancs jouent un début de partie incisif, ils gagneront sûrement un avantage menant à la victoire, aussi bon que puisse être le jeu des Noirs. Pour cette raison, les échecs atomiques ne sont pas pris au sérieux par les experts (Néanmoins, une dizaine de milliers de joueurs hebdomadaires 
jouent (contre environ 8000 en 2021) en ligne sur des sites tels que lichess.org, nombre qui se voit augmenter au fil du temps).
Une règle supplémentaire est donc fréquemment (mais pas toujours) ajoutée. Il s'agit de la « période d'escalade » : aucune pièce ne peut être prise lors des 3 premiers tours. Les Noirs ont alors le temps de préparer une défense.